# ملکه جانگ‌گیونگ (گوریو)
ملکه جانگ‌گیونگ (کره‌ای: 장경왕후 김씨; هانجا: 莊敬王后 金氏; ۱۱۲۹ – ?) که همچنین با نام پسامرگ ملکه گیونگ‌سون (کره‌ای: 경순왕후; هانجا: 景順王后) نیز شناخته می‌شود، عضو خانواده سلطنتی گوریو بود. او ملکه همسر یی‌جونگ، پادشاه گوریو بود.